# Toyota Corolla E110
La Toyota Corolla E111
è l'ottava generazione della berlina media Corolla, prodotta dalla Toyota dal 1995 al 2002.

## Il contesto
La serie E110 in realtà è solo un profondo restyling della precedente serie E100 infatti condivide oltre alla piattaforma anche numerosi componenti meccanici nonché motori e le portiere adottate dalle varie versioni (le tipologie di carrozzeria); la vettura infatti viene progettata da Takayasu Honda in un periodo in cui la casa giapponese Toyota era entrata in una crisi quindi per la serie E110 erano stati ridotti i costi previsti per la produzione del modello nonché i costi progettuali. Tuttavia la vettura almeno nella versione europea introduce un design comunque più originale e maggiormente differenziato rispetto alla versione asiatica molto classica nella linea.
Le carrozzerie sono ben cinque, ovvero la versione hatchback due volumi a tre e cinque porte, la station wagon, la berlina quattro porte, la versione minivan dal nome Corolla Verso/Spacio e la versione coupé a due porte venduta soltanto in Giappone e pochi mercati asiatici.

## Modello giapponese
Il debutto in Giappone viene accompagnato dalla Toyota Sprinter che altro non era che una versione più lussuosa e sportiva della Corolla, le modifiche si concentravano in pochi dettagli estetici e nella rete di vendita affidata a concessionarie differenti in territorio giapponese per evitare concorrenza interna: la Corolla veniva venduta dai Toyota Corolla Store mentre la Sprinter dai Toyota Vista Store. Tuttavia la scelta si rivelò comunque fallimentare infatti la Corolla E110 fu l'ultima serie ad essere rimarchiata Sprinter. La versione station wagon era venduta come Sprinter Spacio, mentre la versione a trazione integrale con carrozzeria wagon era venduta come Sprinter Carib. La versione wagon erano simili alla Corolla Wagon europea.
Il design del modello giapponese era piuttosto semplice ed evolveva i concetti della vecchia serie E100, l'unica più originale era la versione coupé più sportiva nell'impostazione della carrozzeria.
I motori per il mercato giapponese erano: 
- 4A-GE — 1.6 L (1587 cc) I4, 20-valve DOHC, FI, 165 ps (121 kW)
- 4A-FE — 1.6 L (1587 cc) I4, 16-valve DOHC, FI, 115 ps (84 kW)
- 5A-FE — 1.5 L (1498 cc) I4, 16-valve DOHC, FI, 100 ps (73 kW)
- 4E-FE — 1.3 L (1331 cc) I4, 16-valve DOHC, FI, 88 ps (64 kW)
- 3C-E — 2.2 L (2184 cc) I4, diesel, EFi, 79 ps (58 kW)
- 2C-III — 2.0 L (1974 cc) I4, diesel, FI, 73 ps (53 kW)

Codici del telaio delle varie versioni:
- E111 — berlina 4 porte, coupe, Wagon SE-G, S-Cruise, GT, Spacio, Sprinter Carib (FWD), Levin
- E110 — berlina LX, XE, SE Limited, Levin

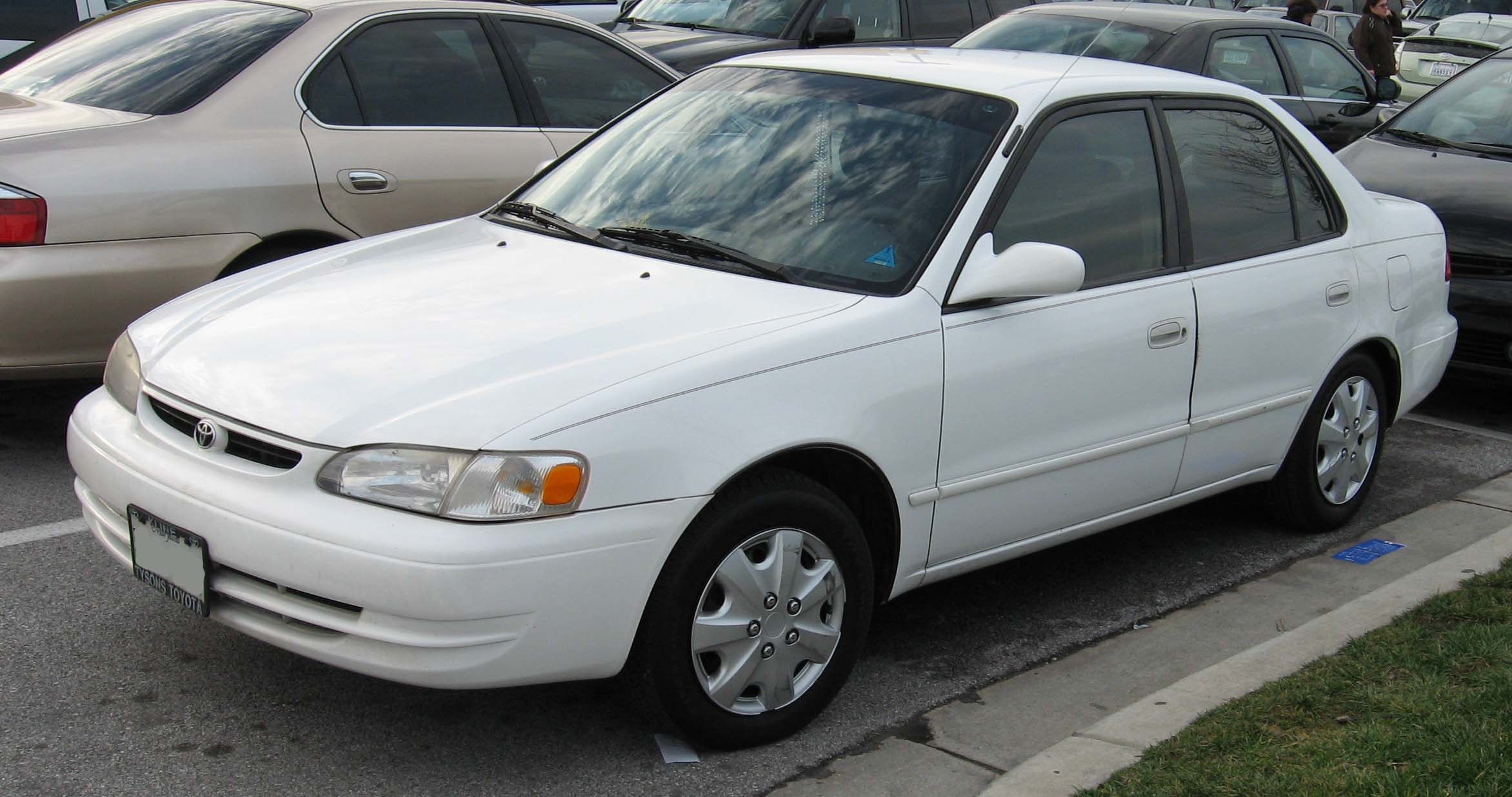
Corolla berlina 1998 (modello USA)

- E114 — 4WD sedan
- E115 — 4WD Wagon Sprinter Carib

## Modello europeo

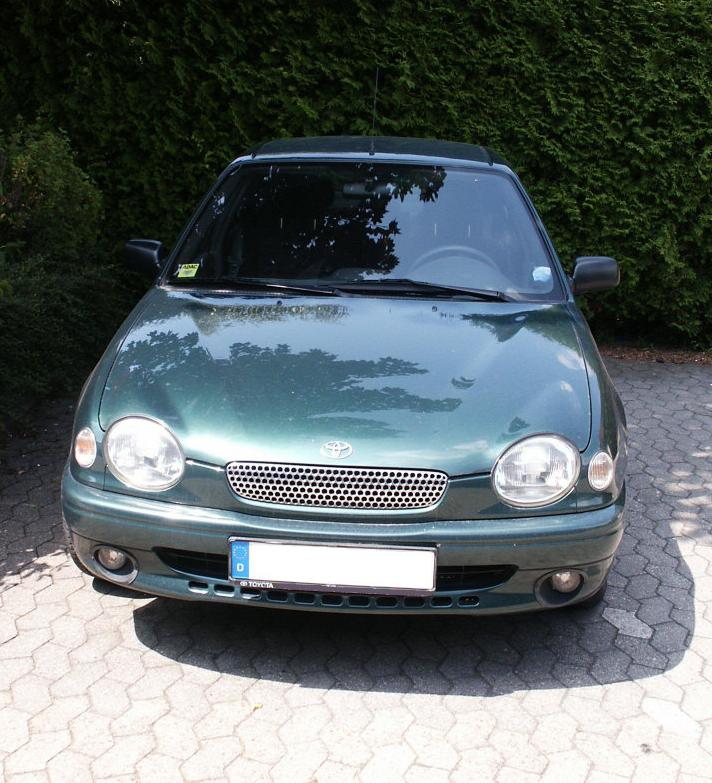
Versione europea (pre-restyling)

Prodotto in Inghilterra, venne introdotto solo due anni più tardi, nel 1997, nelle varianti 3 e 5 porte oltre alla Station wagon. Tutte le versioni erano a trazione anteriore, la Station wagon poteva essere anche a trazione integrale con un solo motore. La versione berlina 3 volumi era importata solo in alcuni mercati ma non in Italia.
Il modello europeo era piuttosto originale nel design infatti si differenziava per fanali e frecce frontali circolari e griglia ridisegnata. Negli allestimenti più alti i paraurti, maniglie, fascioni e specchietti erano verniciati come la carrozzeria, la griglia anteriore era argento, poteva montare fendinebbia, tetto apribile e cerchi in lega a otto razze.
Un restyling che venne introdotto nel 1999 modificò i fari anteriori, ora a goccia, la mascherina e gli interni adesso diventati di qualità maggiore.
I motori disponibili per l'Italia, erano sia benzina che Diesel:
- 1.3 16V 86CV
- 1.4 16V 97CV (dal 2000)
- 1.6 16V 110CV
- 1.8 16V 110CV (solo per la Station wagon 4WD)
- 1.9 69CV Diesel (dal 2000)
- 2.0 72CV Diesel (dal 1998 al 2000)
- 2.0 90CV D-4D Diesel (dal 2001)

## Versioni particolari

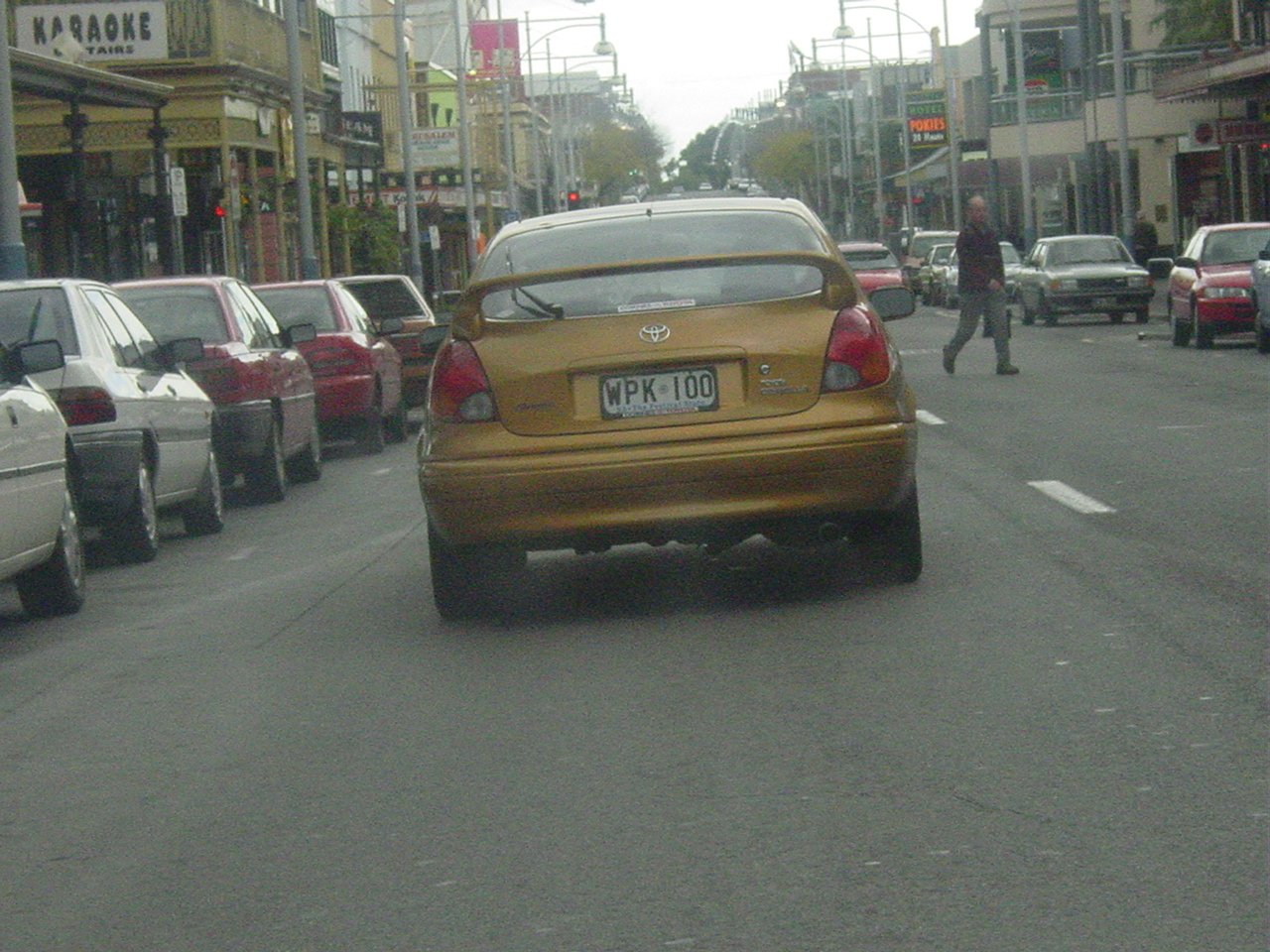
Una rara Corolla Sportivo nell' esclusivo colore Aztec Gold

Nel 2001 la divisione australiana della Toyota, per aumentare l'interesse attorno alla sua berlina compatta Corolla, decise di crearne una versione speciale: la Sportivo. Basata sulla versione liftback in allestimento sportiveggiante Levin, questa Corolla Sportivo è stata realizzata dalla divisione T-CAM (Toyota Conversions, Accessories and Motorsport) e si distingue per i paraurti e la calandra sportivi, pneumatici specifici con cerchi in lega da 15 pollici, marmitta posteriore sportiva, spoiler specifico, interni con sellerie e sedili anteriori specifici di disegno sportivo. Rispetto alle versioni Levin, presenta un airbag per il passeggero e un motore turbocompresso da 115 kW e 5600 giri/min.
La principale rivale è stata la Holden Astra Turbo.

## Attività sportiva

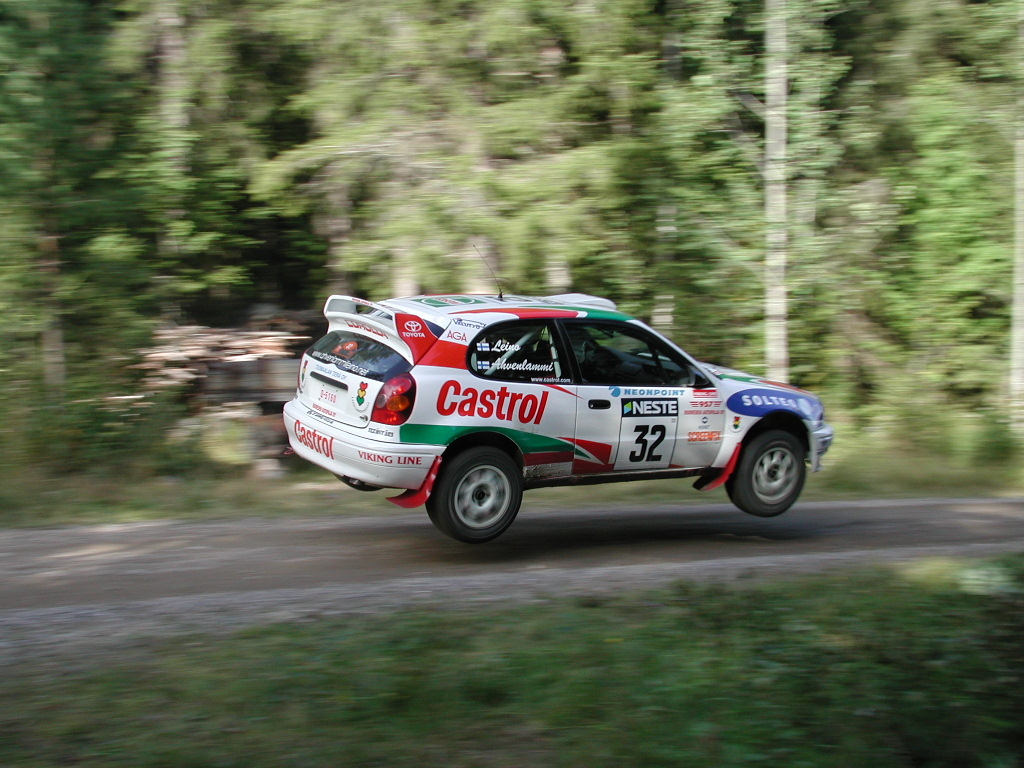
Corolla WRC al Rally di Finlandia 2001

La versione 3 porte è stata adottata come base per la Toyota Corolla WRC utilizzata nel campionato mondiale rally in cui ha gareggiato dal 1997 al 1999 vincendo il titolo costruttori nella stagione 1999 ed un totale di quattro gare, due con Carlos Sainz, una con Didier Auriol nella stagione 1998 e una nel 1999 ancora con Auriol.